# 鹿住朗生
鹿住 朗生（かずみ あきお、1969年12月1日 - ）は、日本のVFXディレクター。アニメ演出家。新潟県出身。大阪芸術大学映像学科映画コース出身。

## 参加作品

### 映画
1998年
- 劇場版ポケットモンスター ミュウツーの逆襲

1999年
- 劇場版ポケットモンスター 幻のポケモン ルギア爆誕
- PIKACHU THE MOVIE ピカチュウたんけんたい

2000年
- PIKACHU THE MOVIE 2000 ピチェーとピカチュウ
- 劇場版ポケットモンスター 結晶塔の帝王　ENTEI

2001年
- PIKACHU THE MOVIE ピカチュウのドキドキかくれんぼ
- 劇場版ポケットモンスター セレビィ 時を超えた遭遇

2002年
- PIKACHU THE MOVIE 5th ピカ・ピカ　星空キャンプ
- 劇場版ポケットモンスター 水の都の護神 ラティアスとラティオス

2005年
- 忍 SHINOBI（VFXアシスタントディレクター）

2007年
- どろろ（VFXディレクター）

2011年
- 聯合艦隊司令長官 山本五十六（VFXディレクター）

2014年
- 小さいおうち（VFXディレクター）
- 柘榴坂の仇討（VFXディレクター）

### テレビアニメ
2010年
- 超ロボット生命体 トランスフォーマー プライム（2010年 - 2014年、各話CGディレクター）

2014年
- 山賊の娘ローニャ（各話演出）

2018年
- 蒼天の拳 REGENESIS（監督・演出）

2019年
- 荒野のコトブキ飛行隊（CG演出）

2024年
- ひとりぼっちの異世界攻略（監督・絵コンテ）

2025年
- 片田舎のおっさん、剣聖になる（監督・絵コンテ）